# 袁胤
袁 胤（えん いん、生没年不詳）は、中国後漢時代末期の政治家・武将。字は仲績。豫州汝南郡汝陽県（現在の河南省周口市商水県）の人。従兄は袁術。

## 生涯
袁術の下にいた孫策は興平元年（194年）からの討伐で、劉繇らを破って江東を平定した。その後、袁胤は袁術の命により、周尚（周瑜の従父）の後任として丹陽太守に着任した。しかし、袁術による丹陽支配を快く思わない徐琨に攻撃され、袁胤は丹陽から追放された。怒った袁術は、宗部一揆（宗教共同体の一種）の首領の祖郎に山越を扇動させ、孫策を攻撃させた。しかし、これも失敗に終わった。
建安4年（199年）に袁術が死去。袁胤は袁術の女婿である黄猗らとともに、袁術の柩とその子の袁燿や袁燿の生母・姉妹らを守ることになった。袁胤らは、かつて袁術配下だった劉勲の元へ逃れ、劉勲の本拠の皖城に身を寄せた。
しかし、劉勲が軍を出している隙に皖城は孫策に攻め落とされ、袁胤ら袁術の遺族たちは保護された。そして、袁胤らは呉郡（当時の孫策の本拠地）に護送されている。後に袁燿が孫氏に仕え、その姉妹の一人の袁氏も孫権の側室となったが、袁胤の消息は不明である。

## 三国志演義
小説『三国志演義』では、袁術の甥となっている。没落した袁術に最期まで付き従うが、袁術は兵糧が尽きて野垂れ死にするように落命する。袁術の死後はその遺族を守るが、曹操軍の徐璆によって皆殺しにされてしまう。その際に玉璽も奪われ、曹操に献上されたことになっている。